# Aborto no México
O aborto é descriminalizado no México.